# Simon Balázs (rendező)
²²
Simon Balázs (Budapest, 1971. május 24. –) magyar színházi rendező, színész, író.

## Családja
Édesanyja Tornyai Magdolna színésznő és pszichoterapeuta, édesapja Simon Albert karmester, zenetudós és zenepedagógus. Felesége Záray Szilvia művészettörténész. 3 gyermekük van.

## Életpályája
1995-ben végzett Székely Gábor osztályában a Színház- és Filmművészeti Főiskola színházrendező szakán.
1994 és 1998 között az Vígszínház társulatának tagja volt. 1998–2001 között a Bárka Színházban rendezett. 2001-től szabadúszó. A Nyíregyházi Móricz Zsigmond Színházban és a Tatabányai Jászai Mari Színházban visszatérő rendező. A Zsámbéki Színházi Bázis egyik megálmodója, rendszeres alkotója.
2007-ben megalapította az Utcaszínházi Alkotóközösséget, és 2009-től lényegében csak a csoporttal hoz létre előadásokat és alkalmazott színházi projekteket. Az UtcaSZAK-kal rendszeresen dolgozik csereháti roma közösségekben, nevelőintézetekben, börtönökben.
2016-ban a Színház- és Filmművészeti Egyetem Doktori Iskolájában doktori címet szerzett. Disszertációjának címe: Energia és információ áramlata a színházban – A drámai művészetek pszichofiziológiai és viselkedéstudományi háttere”.

## Fontosabb színházi rendezései
- Kárpáti: Országalma – Vígszínház, 1995
- Katajev: A kör négyszögesítése – Kecskeméti Katona József Színház, 1996
- Kárpáti: Díszelőadás – Bárka Színház, 1997
- Szép Ernő: Lila akác – Bárka Színház, 1998
- Collodi-Litvai: Pinokkió – Vígszínház, 1998
- Kárpáti:  Ablakzsiráf A-Z – Bárka Színház 2000
- Kárpáti: Pájinkás János – Nyíregyházi Móricz Zsigmond Színház, 2001
- Vén bakancsos és fia a huszár – Zsámbéki Szombatok, 2001
- Kárpáti: Mi a szerelem? – Honvéd Kamaraszínház, 2002
- Kovács: Csontzene – Zsámbéki Színházi Bázis, 2002
- Büchner: Soldat Pulcinella – Zsámbéki Színházi Bázis,  2003 (nemzetközi produkció)
- Peer: Szorongás orfeum – SzFE, 2004
- Eisemann: Én és a kisöcsém – Tatabányai Jászai Mari Színház, 2004
- Mozart-Paizs: D.J. avagy az Istentagadó büntetése – Zsámbéki Színházi Bázis, 2005
- Mozart: Mitridate Ponthus királya  – MÜPA, 2006
- Háy – Kárpáti – Peer: Nesze, nesze, nesze – Városi Színház, Budapest, 2007
- Dunai: Van Gogh Szerelme – a Thália Színház és a Tatabányai Jászai Mari Színház produkciója, 2008
- Beckett: Katasztrófa maraton – Tünet Együttes, 2009
- Grüsse aus Freakistan – Freak Fusion Cabaret/Trafó (cirkuszszínházi előadás), 2013
- Bari: Halmozottan hátrányos helyzetű angyalok kara – UtcaSZAK, 2016
- Ferid Ed Din Attar – Jean-Claude Carriere – Fecskés Judit: A madarak tanácskozása – UtcaSZAK, 2019

## Filmszerepei
- Oláh Gábor: Cikász és a hallopálmák (1990) – Cikász

## Publikációi
- Energia és Információ áramlata a színházban (2016)
- René Daumal: Analóg hegy (fordító)

## Főbb szociális színházi projektek
- Színházat Mindenkinek
- Lá-Ma
- EXCEPT Summer Academy of Applied Performing Arts Practices
- TeatROM

## Díjai, elismerései
- UNIMA nagydíj – 2004: János vitéz
- Fringe szakmai díj – 2008: Matt
- Pierot díj, Legjobb utcaszínházi előadás – Vidor fesztivál – 2010: Sehonnai királyfi
- Civil Citizenship Award (US Embassy)– 2012: Színházat Mindenkinek
- Ferenczy György emlékplakett (gyermekvédelem) – 2017: HHH angyalok kara